# Lubenec
Lubenec (deutsch Lubens, auch Lubenz) ist eine Gemeinde in Tschechien. Sie liegt 13 Kilometer südwestlich von Podbořany und gehört zum Okres Louny.

## Geographie
Lubenec befindet sich am südöstlichen Fuße des Duppauer Gebirges am Übergang zum Rakonitzer Hügelland. Der Ort liegt an der Einmündung des Baches Struhařský potok in die Blšanka. Nördlich erhebt sich der K Vescům (449 m), der von den hier einst ansässigen Deutschen ''Gugelitze'' genannt wurde, im Südosten der Na Jelení (445 m), südlich die Čertovka (587 m) und im Westen der Jezerký vrch (588 m). Durch den Lubenec führen die Schnellstraße R 6/E 48 von Prag nach Karlsbad und die Eisenbahnstrecke Rakovník–Bečov nad Teplou.
Nachbarorte sind Libyně im Norden, Drahonice im Nordosten, Řepany im Osten, Jelení im Südosten, Ovčárna und Struhaře im Süden, Žďárek, Chyše und Podštěly im Südwesten, Jezerov, Nová Teplice und Libkovice im Westen sowie Kostrčany, Petrův Mlýn und Nahořečice im Nordwesten.

## Geschichte
Die erste schriftliche Erwähnung von Luben erfolgte 1057 in der Gründungsurkunde des Kollegiatkapitels des hl. Stephan in Litoměřice durch Spytihněv II. Darin wurde ebenfalls das Dorf Ležky genannt.
Zu den Besitzern gehörten im 18. Jahrhundert die Grafen Michna von Vacínov. 1846 errichtete Franz Lehnert auf dem Gelände des Jagdschlosses Hirschen eine Porzellanfabrik. Außerdem bestand bei Hirschen ein Sandsteinbruch.
Nach der Aufhebung der Patrimonialherrschaften bildete Lubenz ab 1850 eine Marktgemeinde im Bezirk Luditz. 1930 hatte Lubens 1164 Einwohner. Nach dem Münchner Abkommen wurde der Ort dem Deutschen Reich zugeschlagen und gehörte bis 1945 zum Landkreis Luditz. 1939 lebten in Lubens 1030 Menschen. 1948 wurde Lubenec dem Okres Podbořany zugeordnet und Řepany und Vítkovice (mit Struhaře) eingemeindet. In dieser Zeit verlor Lubenec auch seinen Status als Městys. Seit 1961 gehört die Gemeinde zum Okres Louny. Im selben Jahre erfolgte die Eingemeindung von Libkovice und Libyně (mit Horní Záhoří und Dolní Záhoří). 1978 kam Drahonice als Ortsteil hinzu. Im Jahre 1981 wurde Ležky (mit Přibenice) eingemeindet.

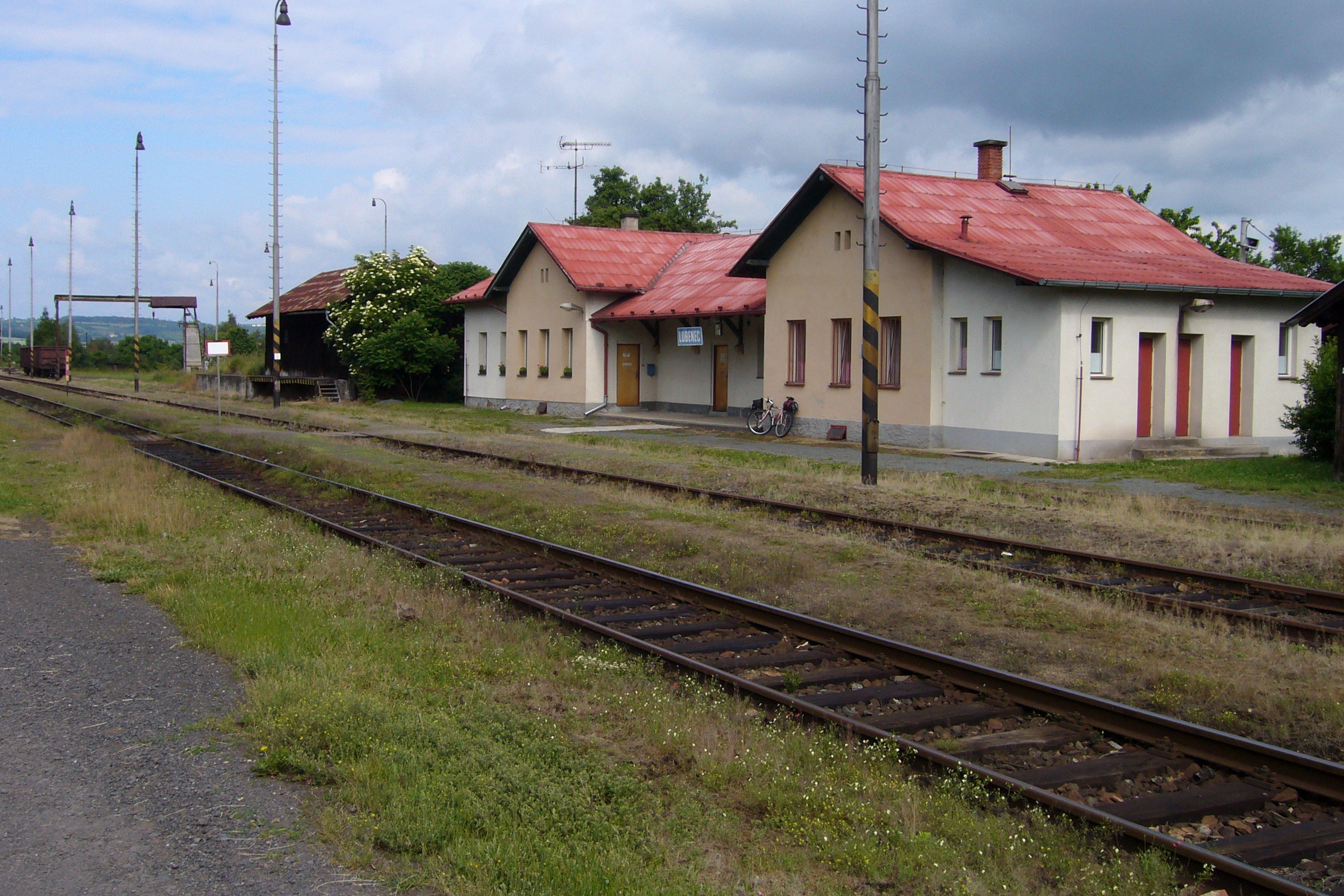
Bahnhof

## Gemeindegliederung
Die Gemeinde Lubenec besteht aus den Ortsteilen Dolní Záhoří (Unter Dreihöfen), Drahonice (Drahenz), Horní Záhoří (Ober Dreihöfen), Ležky (Leschkau), Libkovice (Liebkowitz), Libyně (Libin), Lubenec (Lubens), Přibenice (Pribenz), Řepany (Rschepan) und Vítkovice (Witkowitz). Grundsiedlungseinheiten sind Dolní Záhoří, Drahonice, Horní Záhoří, Jelení (Hirschen), Ležky, Libkovice, Libyně, Lubenec, Přibenice, Řepany und Vítkovice. Zu Lubenec gehören außerdem die Ansiedlungen Královské Údolí (Königsthal), Ovčárna (Schäferei) und Struhaře (Struharz). Auf den Gemeindefluren liegt die Wüstung Hájek (Haikau).
Das Gemeindegebiet gliedert sich in die Katastralbezirke Dolní Záhoří, Drahonice u Lubence, Horní Záhoří, Ležky, Libkovice, Libyně, Lubenec, Přibenice und Vítkovice u Lubence.

## Partnergemeinde
- Gornsdorf, Deutschland

## Sehenswürdigkeiten
- Pfarrkirche des hl. Laurentius, errichtet 1680, ihre heutige neogotische Gestalt erhielt sie nach dem Brand von 1846
- Kapelle Mariä Heimsuchung
- Statue des hl. Florian, auf dem Friedhof
- Jagdschloss der Grafen Michna von Vacinov in Jelení, errichtet 1708, heute Verwaltungsgebäude der Porzellanfabrik
- Kirche des hl. Ägidius in Libyně. Die Kirche wurde aufwändig renoviert. Darin wurde ein Heimatmuseum eingerichtet, in dem u. a. Bodenfunde aus der Gemeinde ausgestellt sind
- Aussichtsturm auf dem Hügel K Vescům bei Libyně
- Tal des Struhařský potok mit den Sandsteinfelsen Liščí skály, südlich des Ortes

## Söhne und Töchter der Gemeinde
- Barbara Bayer (* 1827 in Lubenz; † 1887 in Karlsbad), Erstproduzentin der Karlsbader Oblaten
- Alfred Kohn (* 1867 in Liblin; † 1959 in Prag), Histologe, Medizinwissenschaftler mit grundlegenden Arbeiten zur Endokrinologie an der Universität Prag
- Franz Tobisch (* 1868 in Lubenz; † 1917 in Wien), Politiker und Mediziner
- Ondřej Šamberger (* 1916 in Struhaře (Vítkovice, Lubenec); † 1945 im Nordmeer), Mechaniker und Jagdflieger in der 312. tschechoslowakischen Jagdstaffel der RAF (1944)
- Herwig Baier (* 1935 in Lubenz), deutscher Sonderpädagoge und Hochschullehrer